# Rudolf Lehmann-Filhés
Rudolf Lehmann-Filhés (Berlim, 12 de abril de 1854 – Berlim, 30 de maio de 1914) foi um matemático e astrônomo alemão.

## Formação e carreira
Seu pai de igual nome foi professor ginasial. Sua mãe Bertha foi professora de caligrafia. Sobrinho do filósofo Karl Rosenkranz.
Após estudar alguns semestres na Berliner Bauakademie mudou o curso de sua formação e começou a estudar astronomia na Universidade de Berlim, onde obteve um doutorado em 1878 com a tese Zur Theorie der Sternschnuppen e uma habilitação em 1881. Em 1891 foi professor extraordinário na Universidade de Berlim e em 1909 professor ordinário de matemática e física. Simultaneamente lecionou durante drês décadas na Kriegsakademie. Em 1887 foi eleito membro da Academia Leopoldina.
Desenvolveu métodos ara a determinação da trajetória de meteoros.

## Publicações
- Zur Theorie der Sternschnuppen. 1878.
- Die Bestimmung von Meteorbahnen, nebst verwandten Aufgaben. 1883.
- Über die Säkularstörung der Länge des Mondes unter der Annahme einer sich nicht momentan fortpflanzenden Schwerkraft. München 1896.